# Leopold Landau (Sänger)
Leopold Landau (21. Juni 1841 in Varannó, Komitat Semplin – 9. Mai 1894 in Hamburg) war ein Opernsänger (Tenor).

## Leben
Leopold Landau war ursprünglich Chasan an der Synagoge in Prag und nahm dann Unterricht bei Maria Theresia Lehmann in Prag, der Mutter der Sängerinnen Lili und Marie Lehmann, und vollendete seine Studien bei Franz Götze in Leipzig, wo er im Dezember 1870 debütierte.
Dann kam er nach Mainz, wo er am 3. Februar 1873 als „Walter von Stolzing“ in den Meistersingern erfolgreich war, nahm 1874 Engagement am Stadttheater in Straßburg, 1875 in Köln und führte sich 1876 bei der Sommeroper in Hamburg so günstig ein, dass er im folgenden Jahr von Bernhard Pollini an das Hamburger Stadttheater verpflichtet wurde. Dort wirkte der Künstler 16 Jahre in verschiedenartigsten Aufgaben der Gesangskunst (lyrische und Buffopartien).
Von seiner Antrittsrolle „Tamino“ am 5. September 1877 bis zu seinem Auftreten am 7. Mai 1894 als „Isaschar“ in Méhuls Josef hatten die Hamburger Gelegenheit, sein Wirken besonders anzuerkennen. Sein „Almaviva“, „Stradella“, „Octavio“, „Lyonel“, seine Mozartpartien „Tamino“, „Octavio“, „Basilio“ etc. sowie die schwierigen Wagnerrollen „Mime“ und „David“ waren gesanglich und darstellerisch tadellose Leistungen. 1882 war der erste Vertreter des „David“ beim Gastspiel der Hamburger Oper in London. Landau starb während einer Probe zur Oper Rienzi an einem Schlaganfall.
Sein Sohn Felix Landau (1872–1913) war als Dirigent tätig.